# Jim Corbett
Pour les articles homonymes, voir James Corbett et Corbett.
 (février 2023).
Si vous disposez d'ouvrages ou d'articles de référence ou si vous connaissez des sites web de qualité traitant du thème abordé ici, merci de compléter l'article en donnant les références utiles à sa vérifiabilité et en les liant à la section « Notes et références ».
Edward James Corbett  dit Jim Corbett, né le 25 juillet 1875 à Nainital (Raj britannique) et mort le 19 avril 1955 à Nyeri (Colonie et protectorat du Kenya), est un officier de l'armée britannique, chasseur et naturaliste de la période du Raj britannique, célèbre comme chasseur de tigres et léopards mangeurs d'hommes. Il fit part de ses expériences dans des écrits qui eurent un grand succès de librairie. Le parc national Jim Corbett en Inde a été nommé en sa mémoire, le tigre d'Indochine (Panthera tigris corbetti) fut également nommé en son honneur.

## Biographie
Jim Corbett naît en Inde. Son père qui est postmaster à Naini Tal, meurt lorsque Jim a quatre ans et sa mère doit élever ses douze enfants avec sa maigre pension de veuve. Il grandit au contact de la nature, toujours très présente en Inde, et commence à chasser pour nourrir la famille. Il devient bientôt un grand connaisseur de la nature indienne et un chasseur hors pair. Aussi, dès 1906, on fait appel à lui pour chasser les tigres et les léopards qui attaquent l'homme.

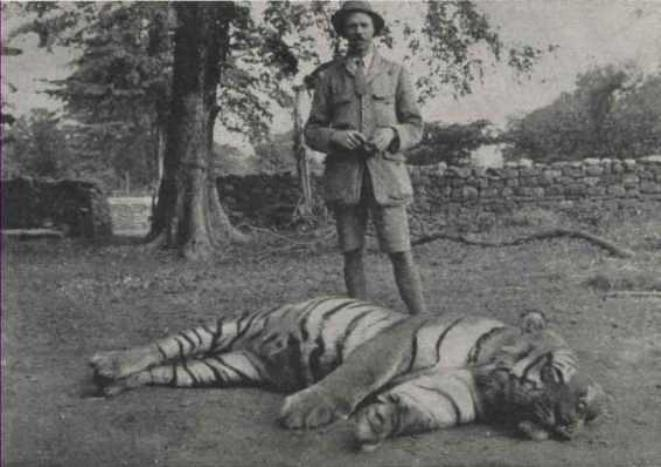
Jim Corbett posant avec la tigresse de Champawat, sa première victime.

Entre 1906 et 1941, Corbett élimine une douzaine de félins mangeurs d'hommes, responsables de quelque 1 500 morts d'hommes, femmes et enfants. Sa première victime, la tigresse de Champawat, était responsable à elle seule de 436 morts. Cependant, il commence à s'interroger sur son action et refusera toujours d'abattre un animal dont on n'a pas la preuve qu'il ait tué plusieurs personnes, et particulièrement les femelles inquiètes pour leurs petits. Il explique d'ailleurs dans ses livres que les tigres et léopards ne deviennent « mangeurs d'hommes » que lorsque, à cause de blessures ou de maladie, ils n'arrivent plus à chasser leurs proies habituelles.
Dans les années 1920, Corbett est consterné par le nombre toujours croissant de chasseurs, britanniques et indiens, présents dans les forêts. Il s'inquiète de la surexploitation de la jungle comme source de bois de construction et de la dégradation du milieu naturel qui s'ensuit. Il décide de ne plus tirer un animal excepté pour se nourrir ou s'il s'agit d'un animal avéré dangereux, comme les tigres mangeurs d'homme, et devient alors un pionnier de la conservation animale. Corbett fait alors des conférences dans les écoles, qu'il termine invariablement par une imitation spectaculaire d'un rugissement de tigre, et dans les sociétés locales pour promouvoir la conscience de la beauté de la nature et la nécessité de conserver les forêts et leur vie sauvage. Cette campagne d'information entraîna, en 1934, la création du premier territoire protégé de l'Inde dans les collines de Kumaon.
Au milieu des années 1930, il abandonne quasiment la chasse et se cantonne à la capture de tigres sur pellicule, mettant à contribution toutes ses qualités de chasseur pour pister et filmer ce gros gibier. Âgé de 64 ans, lorsque la Seconde Guerre mondiale éclate, il propose ses services pour entraîner les troupes alliées aux techniques de survie dans la jungle, mais la charge est trop lourde pour un homme de son âge et il tombe malade. Recouvrant la santé, il publie en 1944 son premier livre, Man-Eaters of Kumaon (Les Mangeurs d'homme de Kumaon), qui devient bientôt un best-seller international, traduit en 27 langues.
Après l'indépendance et la partition de l'Inde, Jim et sa sœur Maggie se retirent au Kenya où il continue ses écrits pour mettre en garde contre la dégradation du milieu naturel. Il meurt en 1955 d'une crise cardiaque. Le parc naturel indien, dont il est à l'origine, est renommé Parc national Jim Corbett en son honneur deux ans plus tard.

## Écrits
Ses comptes rendus de chasse et d'élimination de félidés mangeurs d'homme sont réunis dans ses livres, tous de grands succès de librairie en Inde et en Angleterre (rassemblés pour l'édition française dans Tigres et léopards mangeurs-d'hommes, Montbel, Paris, 2004,  (ISBN 2-914390-12-2)).
- The Man-Eaters of Kumaon (1944)
- The Man-Eating Leopard of Rudraprayag  (1948)
- the Temple Tiger and More Man-Eaters of Kumaon (1954)

## Honneur
L'astéroïde (2442) Corbett porte son nom.